# Downsville (Luizjana)
Downsville – wieś w Stanach Zjednoczonych, w stanie Luizjana, w parafii Lincoln.